# QUEST FOR THE FUTURE
『SONY SONPO QUEST FOR THE FUTURE』（ソニー・ソンポ クエスト・フォー・ザ・フューチャー）は、2023年10月7日（6日深夜）からJ-WAVEで放送されているラジオ番組。ソニー損保の一社提供。

## 概要
日向坂46の小坂菜緒がナビゲーターを務める金曜深夜のトーク番組で、毎週土曜 0:00 - 0:30 = 金曜 24:00 - 24:30（日本標準時）に放送されている。
番組は、小坂が身の回りにある未聞・未見の事物について語ったり、逆に自身がよく知る事物を別の視点から見つめ直した結果について語ったりと、「はじめての視点」をキーワードにした内容で放送されている。

## 出演者

### パーソナリティー
- 小坂菜緒（日向坂46）放送開始 -

## 放送日時
| 放送期間        | 放送時間                     | 放送局 | 対象地域 | 備考 |
| --------------- | ---------------------------- | ------ | -------- | ---- |
| 2023年10月7日 - | 土曜 0:00 - 0:30（金曜深夜） | J-WAVE | 東京都   |      |

## イベント

### 公開収録
- 2025年2月18日収録、放送日未定[5]